# AFC Rangers 2019
Questa voce raccoglie le informazioni riguardanti gli AFC Rangers nelle competizioni ufficiali della stagione 2019.

## Prima squadra

### Roster
| Roster degli AFC Rangers (2019) |
| --- |
| Quarterback - 10 Tyler Curtis Bruggmann - 13 Lino Leopold - 7 Raleigh Yeldell Running Back - 38 Gerelt-Och Batkhuu - 26 Leon Demeter - 40 Markus Fazekas - 5 Rafael Reinisch - 9 Anton Wegan - 25 Florian Wegan Wide Receiver - 80 Omar Abdo - 81 Harald Auer - 15 Benjamin Bräuer - 17 Emil Eckerstorfer - 22 Peter Jecklin - 87 Bernhard Kaltenegger - 3 Roman Namdar - 37 Eric Rauchenberger - 12 Eugen Sumic - 88 Patrick Trischitz - 86 Matthias Ully - 42 Nicolas Zieger Tight End - 13 Valentin Leutgeb - 31 Andreas Ronacher Offensive Linemen - 71 Ali Amr - 61 Robert Dragotinits - 27 Markus Greber - 73 Stefan Gumhold - 67 Daniel Kienast - 77 Bernhard Kietabl - 79 Benjamin Obereigner - 1 EJ Parnell - 56 Patrick Polley - 57 Stefan Postpischil - 66 Benjamin Rab - 68 Roman Seybold - 62 Julian Stejskal - 59 Stefan Vilimek - 55 Martin Waberer Defensive Linemen - 99 Stefan Abel - 50 Maximilian Boder - 30 Orude Egger - 29 Friedrich Limbeck - 48 Florian Pieber - 18 Bernhard Ploderer - 58 Paul Schmidt - 91 Lukas Witasek - 95 Paul Witasek Linebacker - 2 Markus Bernas - 10 Glenn John Kurumthottickal - 94 Felix Macher - 24 Vittorio Schaffer - 33 Lorenz Wolf - 43 Tony Zdracil Defensive Back - 28 Jan Beßler - 31 Benjamin Cserveny - 4 Benjamin Formann - 34 Gregor Gausch - 23 Benedikt Leitner - 6 Jan Mayerhofer - 5 Hans Moore - 19 Maximilian Morawetz - 21 Alexander Naplava - 7 Adrian Schnetz - 8 Maximilian Sekirnjak - 36 Fabio Tartarotti - 35 Clemens Voith - 32 Martin Winkler Special Team - 11 Dennis Tasic K |

### Austrian Football League 2019

#### Stagione regolare
| Traun 16 marzo 2019, ore 17:00 | Traun Steelsharks | 31 – 52 (10-7 7-7 7-24 7-14) referto | AFC Rangers Mödling | Trauner Stadion (1850 spett.) |

| Mödling 30 marzo 2019, ore 15:00 | AFC Rangers Mödling | 45 – 39 (21-0 10-7 14-8 0-24) referto | Graz Giants | Stadion Mödling (400 spett.) |

| Vienna 6 aprile 2019, ore 14:00 | Danube Dragons | 37 – 14 (7-0 14-7 13-0 3-7) referto | AFC Rangers Mödling | Sportplatz Donaufeld (1000 spett.) |

| Mödling 22 aprile 2019, ore 15:00 | AFC Rangers Mödling | 75 – 49 (13-7 21-28 13-8 28-6) referto | Traun Steelsharks | Stadion Mödling (500 spett.) |

| Amstetten 4 maggio 2019, ore 15:00 | Amstetten Thunder | 14 – 35 (0-7 0-7 7-14 7-7) referto | AFC Rangers Mödling | Umdasch Stadion (500 spett.) |

| Innsbruck 18 maggio 2019, ore 18:00 | Tirol Raiders | 54 – 14 (13-7 10-0 21-0 10-7) referto | AFC Rangers Mödling | Tivoli-Neu Stadion (2500 spett.) |

| Mödling 25 maggio 2019, ore 15:00 | AFC Rangers Mödling | 28 – 55 (7-13 0-21 7-14 7-7) referto | Vienna Vikings | Stadion Mödling (1500 spett.) |

| Praga 2 giugno 2019, ore 15:00 | Prague Black Panthers | 52 – 21 (21-0 10-7 7-14 14-0) referto | AFC Rangers Mödling | Stadion SK Prosek (327 spett.) |

| Mödling 15 giugno 2019, ore 15:00 | AFC Rangers Mödling | 0 – 35 (0-7 0-14 0-7 0-7) referto | Prague Black Panthers | Stadion Mödling (200 spett.) |

| Mödling 22 giugno 2019, ore 16:00 | AFC Rangers Mödling | 20 – 31 (3-7 0-14 7-7 10-3) referto | Tirol Raiders | Stadion Mödling (300 spett.) |

#### Playoff
| 7 luglio 2019, ore 16:00 | Prague Black Panthers | 35 – 23 (7-0 14-10 7-7 7-6) referto | AFC Rangers Mödling |  |

### Statistiche di squadra
| Competizione | %Vittorie | In casa | In casa | In casa | In casa | In casa | In casa | In trasferta | In trasferta | In trasferta | In trasferta | In trasferta | In trasferta | Totale | Totale | Totale | Totale | Totale | Totale |
| Competizione | %Vittorie | G       | V       | N       | P       | Pf      | Ps      | G            | V            | N            | P            | Pf           | Ps           | G      | V      | N      | P      | Pf     | Ps     |
| ------------ | --------- | ------- | ------- | ------- | ------- | ------- | ------- | ------------ | ------------ | ------------ | ------------ | ------------ | ------------ | ------ | ------ | ------ | ------ | ------ | ------ |
| Campionato   | .400      | 5       | 2       | 0       | 3       | 168     | 209     | 5            | 2            | 0            | 3            | 136          | 188          | 10     | 4      | 0      | 6      | 304    | 397    |
| Playoff      | .000      | 0       | 0       | 0       | 0       | 0       | 0       | 1            | 0            | 0            | 1            | 23           | 35           | 1      | 0      | 0      | 1      | 23     | 35     |
| Totale       | .364      | 5       | 2       | 0       | 3       | 168     | 209     | 6            | 2            | 0            | 4            | 159          | 223          | 11     | 4      | 0      | 7      | 327    | 432    |

### Statistiche personali

#### Marcatori
| Giocatore    | Ruolo | TD rush | TD recv | TD int | TD p.ret | TD k.ret | TD oth | Xp1  | Xp2 | FG  | Saf | Totale |
| ------------ | ----- | ------- | ------- | ------ | -------- | -------- | ------ | ---- | --- | --- | --- | ------ |
| Sumic        |       | 0       | 10+1    | 0      | 0        | 0        | 0      | 0    | 0   | 0   | 0   | 66     |
| Namdar       |       | 0+1     | 9       | 0      | 0        | 0        | 0      | 0    | 0   | 0   | 0   | 60     |
| A. Wegan     |       | 0+1     | 5       | 1      | 0        | 0        | 0      | 7    | 0   | 1   | 0   | 52     |
| Tasic        |       | 0       | 0       | 0      | 0        | 0        | 0      | 33+2 | 0   | 3+1 | 0   | 47     |
| F. Wegan     |       | 6       | 0       | 0      | 0        | 0        | 0      | 0    | 0   | 0   | 0   | 36     |
| Greber       |       | 1       | 1       | 1      | 0        | 0        | 0      | 0    | 0   | 0   | 0   | 18     |
| Yeldell      |       | 3       | 0       | 0      | 0        | 0        | 0      | 0    | 0   | 0   | 0   | 18     |
| Bräuer       |       | 2       | 0       | 0      | 0        | 0        | 0      | 0    | 0   | 0   | 0   | 12     |
| Bruggmann    |       | 1       | 0       | 0      | 0        | 0        | 0      | 0    | 0   | 0   | 0   | 6      |
| Eckerstorfer |       | 0       | 1       | 0      | 0        | 0        | 0      | 0    | 0   | 0   | 0   | 6      |

#### Passer rating
| Giocatore | G   | Att    | Comp   | Int | Yds      | TD   | NFL    | NCAA   |
| --------- | --- | ------ | ------ | --- | -------- | ---- | ------ | ------ |
| Yeldell   | 3   | 89     | 64     | 3   | 872      | 10   | 126,24 | 184,55 |
| Bruggmann | 6+1 | 181+31 | 106+15 | 3+0 | 1564+207 | 16+1 | 105,29 | 150,88 |
| Bräuer    | 2   | 20     | 10     | 0   | 135      | 1    | 88,54  | 123,20 |

## Seconda squadra

### AFL - Division II 2019

#### Stagione regolare
| Mödling 24 marzo 2019, ore 15:00 | AFC Rangers Mödling 2 | 6 – 44 (0-14 0-0 6-16 0-14) referto | Znojmo Knights | Stadion Mödling |

| Baumgarten 30 marzo 2019, ore 16:00 | Pannonia Eagles | 38 – 14 (0-0 7-0 16-0 15-14) referto | AFC Rangers Mödling 2 | Franz Kovacsich-Platz |

| Vienna 13 aprile 2019, ore 15:00 | Vienna Knights 2 | 9 – 40 (0-13 0-6 6-9 3-12) referto | AFC Rangers Mödling 2 | KSV Platz |

| Vienna 20 aprile 2019, ore 15:00 | Vienna Warlords | 32 – 36 (12-0 0-7 0-7 20-22) referto | AFC Rangers Mödling 2 | Footballzentrum Ravelinstraße |

| Mödling 11 maggio 2019, ore 15:00 | AFC Rangers Mödling 2 | 41 – 11 (7-0 7-11 13-0 14-0) referto | Pannonia Eagles | Stadion Mödling |

| Znojmo 19 maggio 2019, ore 15:00 | Znojmo Knights | 44 – 0 (10-0 13-0 14-0 7-0) referto | AFC Rangers Mödling 2 | Městský stadion |

| Mödling 8 giugno 2019, ore 15:00 | AFC Rangers Mödling 2 | 21 – 38 (0-6 14-13 7-19 0-0) referto | Vienna Warlords | Stadion Mödling |

| Mödling 23 giugno 2019, ore 15:00 | AFC Rangers Mödling 2 | 46 – 0 (8-0 13-0 25-0 0-0) referto | Vienna Knights 2 | Stadion Mödling |

### Statistiche di squadra
| Competizione | %Vittorie | In casa | In casa | In casa | In casa | In casa | In casa | In trasferta | In trasferta | In trasferta | In trasferta | In trasferta | In trasferta | Totale | Totale | Totale | Totale | Totale | Totale |
| Competizione | %Vittorie | G       | V       | N       | P       | Pf      | Ps      | G            | V            | N            | P            | Pf           | Ps           | G      | V      | N      | P      | Pf     | Ps     |
| ------------ | --------- | ------- | ------- | ------- | ------- | ------- | ------- | ------------ | ------------ | ------------ | ------------ | ------------ | ------------ | ------ | ------ | ------ | ------ | ------ | ------ |
| Campionato   | .500      | 4       | 2       | 0       | 2       | 114     | 93      | 4            | 2            | 0            | 2            | 90           | 123          | 8      | 4      | 0      | 4      | 204    | 216    |
| Totale       | .500      | 4       | 2       | 0       | 2       | 114     | 93      | 4            | 2            | 0            | 2            | 90           | 123          | 8      | 4      | 0      | 4      | 204    | 216    |